# Szimon Peres
Szimon Peresⓘ (hebr. שמעון פרס; ur. jako Szymon Perski 2 sierpnia 1923 w Wiszniewie, zm. 28 września 2016 w Tel Awiwie) – izraelski polityk, 9. prezydent Izraela w latach 2007–2014, dwukrotnie premier Izraela – w latach 1984–1986 stał na czele dwudziestego pierwszego, a w latach 1995–1996 dwudziestego szóstego rządu Izraela, dwukrotnie p.o. premiera (w 1977 i 1995), minister w dwunastu rządach, poseł do Knesetu od 1959 do 2007.

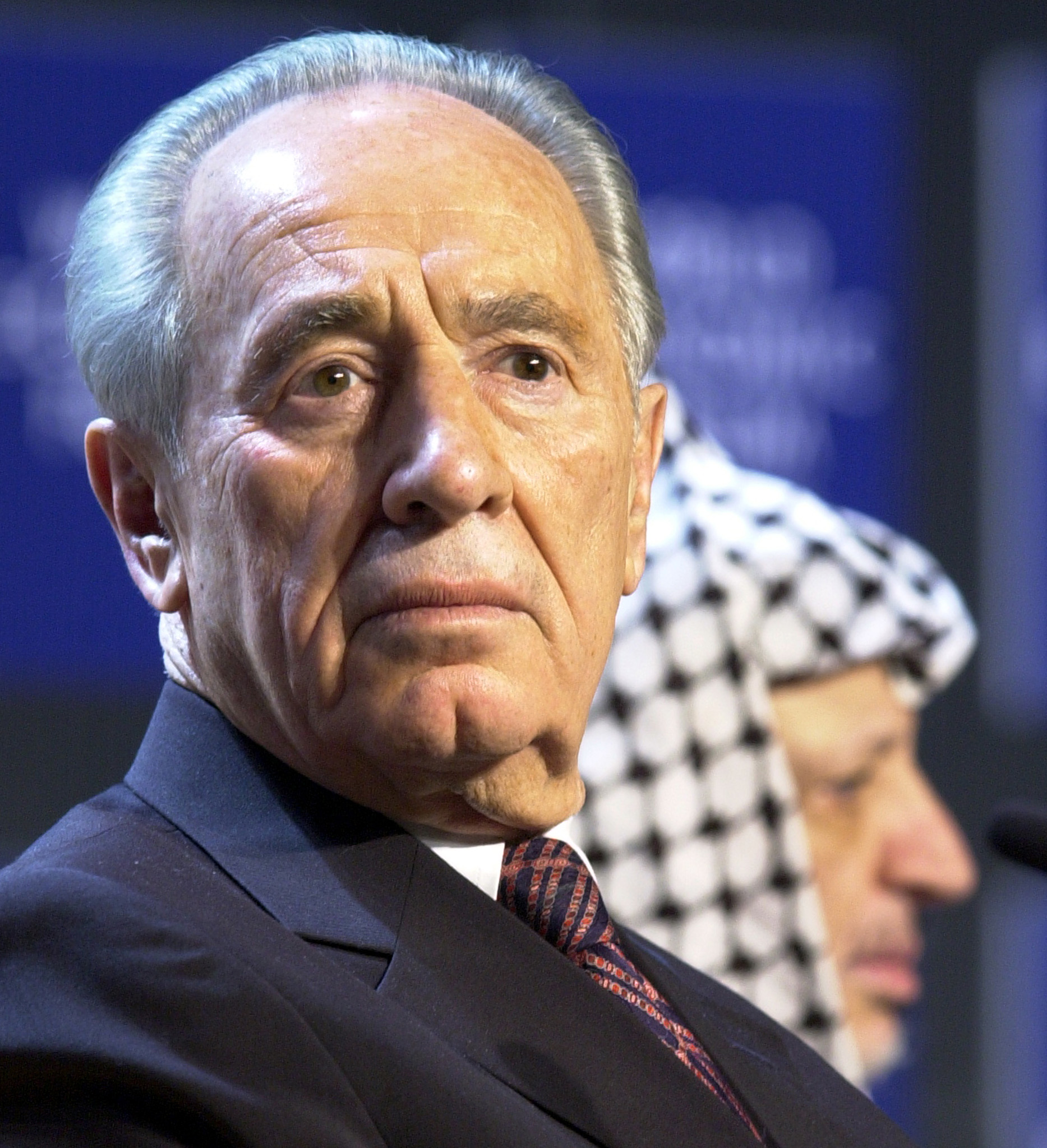
Peres z Jasirem Arafatem na Światowym Forum Ekonomicznym w Davos (2001)

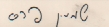
Hebrajski podpis Szimona Peresa

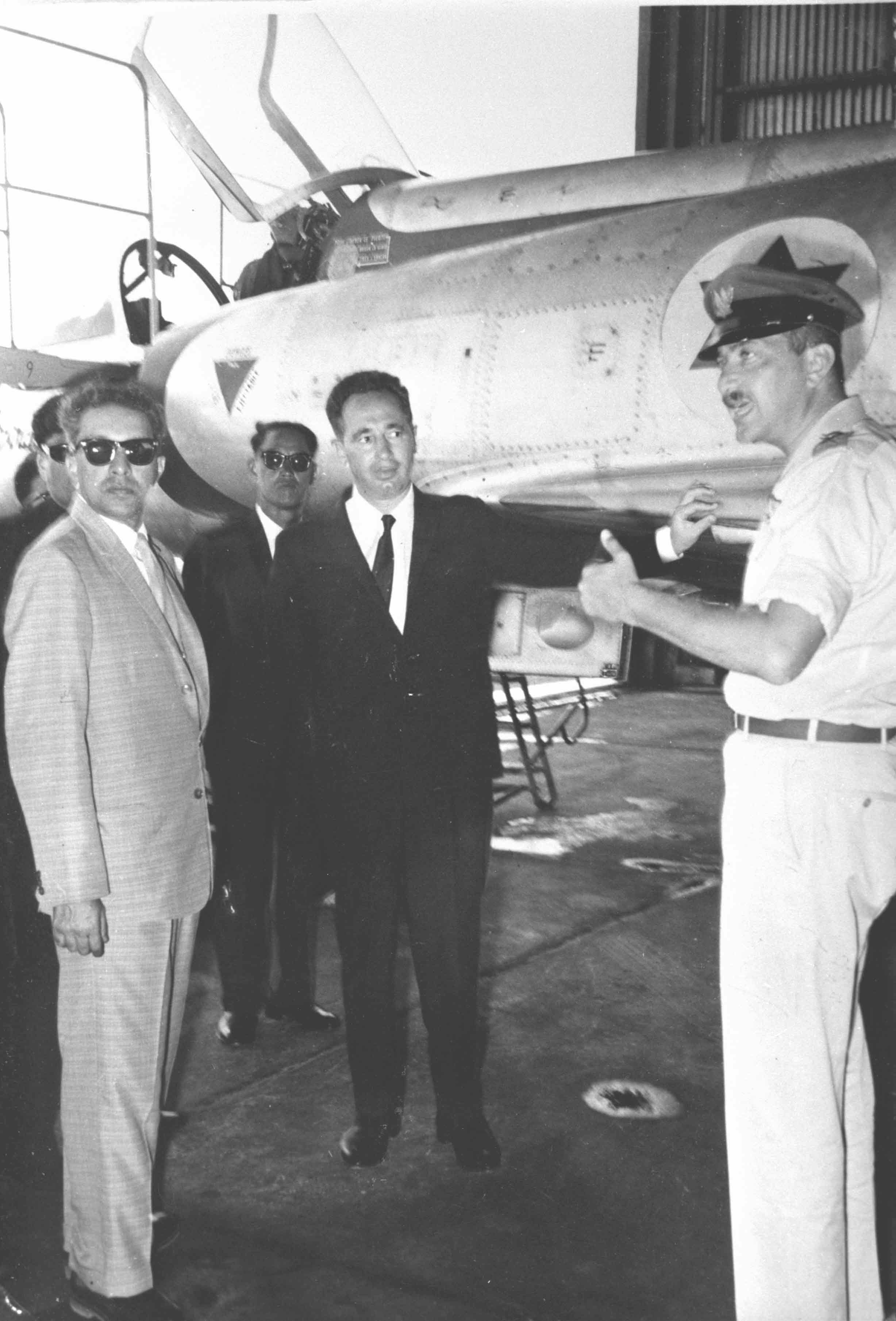
Szimon Peres (w centrum) z Ezerem Weizmanem i królem Nepalu Mahendra Bir Bikram Shah Dev, 1958

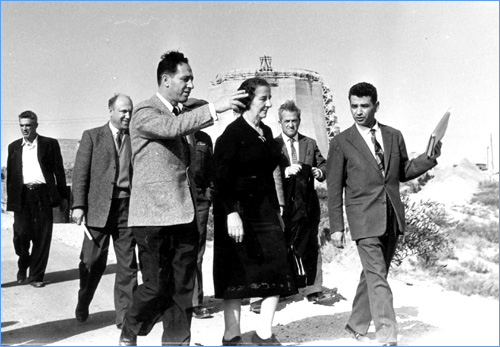
Szimon Peres z Goldą Meir w Centrum Badań Nuklearnych Sorek, 1958

W 1994 wraz z ówczesnym premierem Izraela Icchakiem Rabinem i przywódcą Palestyńczyków Jasirem Arafatem został laureatem Pokojowej Nagrody Nobla. Został wyróżniony za rozmowy pokojowe, które prowadził jako izraelski minister spraw zagranicznych, których skutkiem były tzw. porozumienia z Oslo.

## Życiorys

### Młodość
Szimon Peres urodził się jako Szymon Perski w 1923 w Wiszniewie, ówcześnie leżącym w województwie nowogródzkim w Polsce (obecnie obwód miński na Białorusi), w rodzinie Icchaka Perskiego (1896–1962) i Sary Perskiej (do 1905 Meltzer). W 2003 tak wspominał Wiszniew:

Urodziłem się w małym żydowskim sztetlu, który w ciągu dwóch wojen – pierwszej i drugiej, było pod polską kontrolą – ale pomimo to byli tam Białorusini, Rosjanie. I oni nienawidzili Polaków. Nie mówili ich językiem. Miejsce, w którym się urodziłem, było bardzo małe, całkowicie żydowskie, a my nie żyliśmy ani w Polsce, ani w Rosji. Żyliśmy w Izraelu od dnia moich narodzin, nawet przed emigracją.

Posługiwano się w niej językiem hebrajskim, jidysz i rosyjskim, a Szymon uczył się polskiego w szkole. Peres władał również językiem angielskim i francuskim. Jego ojciec był kupcem drzewnym, a matka – bibliotekarką. Miał młodszego brata, Gerszona. Dziadek Peresa, rabin Cewi Meltzer, wnuk rabina Chaima Wołożyna, miał wielki wpływ na życie przyszłego polityka. W jednym z wywiadów, mówił on:

Jako dziecko, wyrosłem w domu mojego dziadka... Mój dziadek nauczał mnie Talmudu. To nie było tak łatwe, jak by się mogło wydawać. W moim domu nie przestrzegano prawa religijnego. Moi rodzice nie byli ortodoksami, ale ja byłem Haredi. Pewnego razu, usłyszałem, że moi rodzice słuchali radia w szabat, więc je zniszczyłem.

W 1932 ojciec Peresa wyemigrował do brytyjskiego Mandatu Palestyny i zamieszkał w Tel Awiwie. W 1934 ściągnął do siebie żonę z dziećmi. Cała rodzina, która pozostała w Wiszniewie, zginęła podczas Holocaustu. Peres wspominał swojego dziadka, że był jednym z „ostatnich Żydów zaprowadzonych do drewnianej synagogi, w której spalono ich żywcem z szalami modlitewnymi na plecach”.
Peres mieszkał z rodziną w Tel Awiwie. Ukończył tam szkołę podstawową, a w 1938 rozpoczął naukę w szkole rolniczej w Ben Szemen. Była to szkoła z internatem i wychowywała w duchu ruchu syjonistycznego, przygotowując młodzież do pracy na roli i walki w obronie Ziemi Izraela. Podczas pobytu w szkole, Peres publikował swoje pierwsze artykuły w gazetce szkolnej – posługiwał się pseudonimem „Ben Amotz”. W 1941 został wybrany sekretarzem Hanoar Haoved Vehalomed (hebr. הסתדרות הנוער העובד והלומד), młodzieżowej organizacji związanej z ruchem syjonizmu socjalistycznego. W tym samym roku Peres udał się na praktyczne szkolenie do kibucu Gewa, a w 1942 przyłączył się do grupy założycieli kibucu Alummot. Pracował tam w gospodarstwie mleczarskim oraz jako skarbnik kibucu.

### Kariera wojskowa
W 1947 na Peresa zwrócił uwagę Lewi Eszkol, który zachęcił go do przystąpienia do żydowskiej organizacji paramilitarnej Hagana. W tym samym roku rozpoczął współpracę z Dawidem Ben Gurionem, który uczynił Peresa osobą odpowiedzialną za kadry i zakup broni dla Hagany. Gdy w 1948 powstały Siły Obronne Izraela, jego uprawnienia zostały określone przez Ministerstwo Obrony Izraela. Przez cały ten czas Peres był pracownikiem cywilnym, gdyż w wielu sytuacjach ułatwiało mu to wykonywanie swoich obowiązków. Z tego powodu Peres nigdy nie zaciągnął się do Sił Obronnych Izraela.
W kwietniu 1949 został szefem służb morskich, i odgrywał ważną rolę w sprawach dotyczących finansów, badań naukowych i zamówień publicznych. W tym samym roku został mianowany szefem delegacji Ministerstwa Obrony Izraela w Stanach Zjednoczonych, gdzie przebywał do 1952. Okres ten wykorzystał na ukończenie prywatnego uniwersytetu The New School w Nowym Jorku.

### Dyrektor Ministerstwa Obrony
W 1952 został mianowany Zastępcą Dyrektora Generalnego Ministerstwa Obrony, a w 1953 został najmłodszym w historii Dyrektorem Generalnym Ministerstwa Obrony Izraela. Był zaangażowany w zakupy uzbrojenia oraz zawieranie sojuszów strategicznych ważnych dla państwa. Odegrał znaczącą rolę w nawiązaniu bliskich stosunków z Francją, dzięki którym zakupiono duże ilości broni i amunicji dla armii. Od 1952 między innymi kupowano francuskie lekkie czołgi AMX-13. W 1954 Izrael podjął decyzję, że Francja będzie głównym źródłem zaopatrzenia w broń i amunicję. Peres udał się do Paryża na pierwsze rozmowy z francuskim ministrem obrony Marie Pierre Kœnig. Na zakończenie rozmów Francuzi zgodzili się na dostawy samolotów myśliwsko-bombowych MD 450 Ouragan i MD 452 Mystère, dodatkowych czołgów AMX-13, oraz systemów radarowych i artylerii. Umożliwiło to Siłom Obronnym Izraela stanie się nowoczesną armią.
Peres spędzał wiele czasu we Francji, prowadząc liczne rozmowy z francuskimi i brytyjskimi urzędnikami. W tym czasie Amerykanie starali się uniemożliwić sprzedaż broni do Izraela. Peres zdołał jednak doprowadzić do podpisania w 1955 umowy o zakupie sprzętu wojskowego o wartości milionów dolarów we Francji. Równocześnie zakupiono 50 średnich czołgów M4 Sherman z nadwyżki uzbrojenia Wielkiej Brytanii. Mniej więcej w tym samym Wielka Brytania były zaangażowane w tworzenie Paktu Bagdadzkiego i sojuszu polityczno-wojskowego CENTO, który w latach 1955–1979 wiązał Iran, Irak, Pakistan, Turcję i Wielką Brytanię. Celem paktu było zapewnienie bezpieczeństwa i pokoju oraz przeciwstawienie się wzrastającym wpływom komunistów w regionie Bliskiego i Środkowego Wschodu. Francja spostrzegała to jako naruszenie równowagi sił na Bliskim Wschodzie, i podkreślała więzi przyjaźni z Izraelem.
20 września 1956 Peres uczestniczył w Tel Awiwie spotkaniu z dwoma wysłannikami Ministerstwa Obrony Francji, którzy dali do zrozumienia, że Francja jest skłonna udzielić aktywnej pomocy wojskowej podczas izraelskiej kampanii na półwyspie Synaj. W następnych tygodniach odbyło się szereg tajnych izraelsko-francusko-brytyjskich spotkań, w których uczestniczył Peres. 10 października 1956 Peres podpisał w Paryżu umowę o wojskowej współpracy, a 22 października podpisano trójstronny plan działania, który zaowocował Kryzysem sueskim. Zwycięstwo przyniosło ulgę w sensie poczucia bezpieczeństwa i przekonania, że armia wygra kolejną wojnę z państwami arabskimi. Peres wykorzystał okres wytchnienia po wojnie na rzecz zwiększenia wysiłków by przygotować kolejne kontrakty zbrojeniowe. W 1957 był pionierem w nawiązaniu stosunków z Republiką Federalną Niemiec. Spotkał się z niemieckim ministrem obrony Franzem Josefem Straußem. To spotkanie doprowadziło do kryzysu rządowego, ale utorowało drogę do uruchomienia niemieckiej pomocy wojskowej dla Izraela, która trwa do chwili obecnej.
Peres poza podejmowaniem wysiłków na rzecz nawiązywania kolejnych kontraktów zbrojeniowych, prowadził także szeroką działalność związaną z budową w Izraelu nowoczesnego przemysłu zbrojeniowego, zdolnego do produkcji każdego rodzaju broni i amunicji. Powstała w 1953 Israel Aerospace Industries kupowała w Stanach Zjednoczonych sprzęt do naprawy samolotów i robiła swoje pierwsze kroki w opracowywaniu własnych technologii lotniczych. W 1958 zakupiono francuskie odrzutowe samoloty myśliwskie Mirage III, a w 1960 uruchomiono linię montażową odrzutowych samolotów szkoleniowych CM.170 Magister. Zakłady Israel Military Industries rozpoczęły produkcję pistoletów maszynowych Uzi. W zakładach Rafael Advanced Defense Systems rozpoczęto rozwijanie technologii pocisków odrzutowych. Siłą napędową wszystkich tych projektów był Szimon Peres.
W 1957 między Francją a Izraelem zostało podpisane tajne porozumienie w sprawie budowy reaktora jądrowego i utworzenia Centrum Badań Nuklearnych Sorek z zakładem uzdatniania plutonu, co wskazywało na plany budowy izraelskiej broni jądrowej. Tajny ośrodek badawczy powstał w pobliżu miejscowości Dimona. Peres pracował przy tym projekcie, choć żadne szczegóły w tej kwestii nie są znane.

### Poseł do Knesetu
Peres pierwszy raz zaangażował się w życie polityczne podczas wyborów parlamentarnych 1959. Z ramienia lewicowej partii politycznej Mapai dostał się do IV Knesetu i V Knesetu.

### Wiceminister obrony

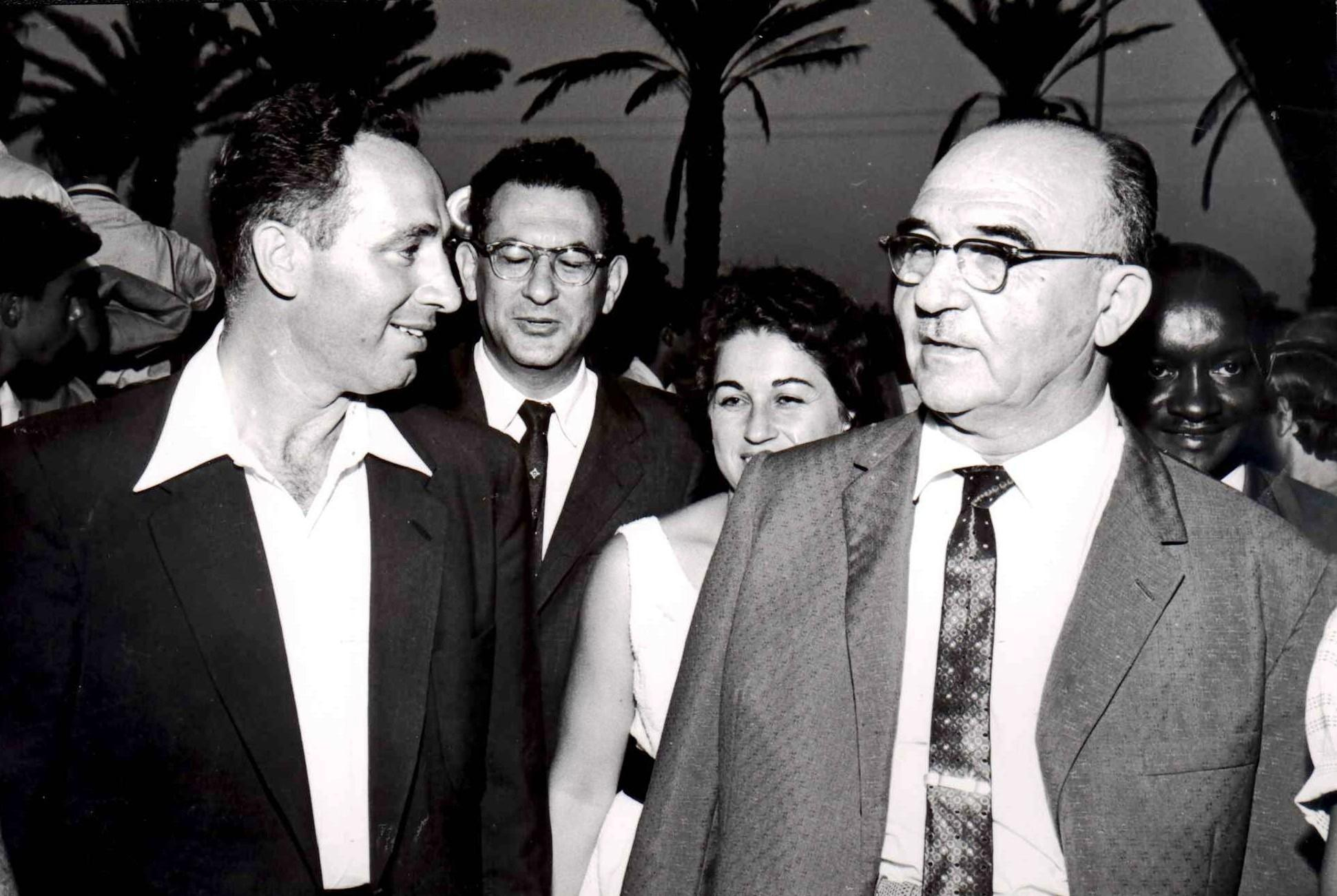
Szimon Peres i Lewi Eszkol

21 grudnia 1959 Peres rozpoczął pracę jako wiceminister obrony i w dalszym ciągu prowadził prace nad rozwojem izraelskiej obronności. Punktem kulminacyjnym tego okresu było uruchomienie 2 lipca 1961 projektu rakiety Shavit. Rozpoczęło to wyścig zbrojeń z Egiptem. W tych latach Peres kontynuował swoje poparcie dla Francji, jako głównego dostawcy uzbrojenia dla Izraela. Jednak pojawił się wówczas nowy pogląd, promowany przez Szefa Sztabu Generalnego Sił Obronnych Izraela Chajjima Laskowa, który uważał, że amerykańska broń jest lepsza od francuskiej.
W 1960 amerykański dziennik The New York Times ujawnił, że Izrael rozpoczął z pomocą Francji własny program nuklearny. Prezydent John F. Kennedy naciskał aby Izrael wstrzymał program nuklearny. Doprowadziło to do dyskusji publicznej i ustąpienia premiera Dawida Ben Guriona. Jego następca Lewi Eszkol uległ amerykańskiej presji i nakazał wstrzymanie izraelskiego programu jądrowego. Peres spostrzegał to jako poważne zagrożenie dla bezpieczeństwa narodowego i potraktował ten temat jako podstawę swojej kampanii wyborczej podczas następnych wyborów.

### Członkostwo w Rafi
W 1965 Peres został zamieszany razem z Mosze Dajanem w tzw. Aferę Lawona. W jej wyniku Peres, Dajan i Dawid Ben Gurion wystąpili z Mapai i utworzyli własne polityczne ugrupowanie lewicowe – Rafi. W wyniku wyborów parlamentarnych 1965 Peres wszedł do VI Knesetu. W tym samym roku został sekretarzem generalnym Rafi. Po wojnie sześciodniowej w 1967 Rafi weszła do rządu jedności narodowej.
Po wyborach parlamentarnych 1969 nowy rząd sformowała Golda Meir. Peres 22 grudnia 1969 otrzymał swoją pierwszą teczkę ministerialną – został ministrem absorpcji imigracji (1969–1970). Następnie, 1 września 1970 został ministrem transportu i ministrem komunikacji (1970–1974). Po wejściu do rządu, związki Koalicji Pracy i Rafi stopniowo się zacieśniały. Wewnątrz niej doszło do połączenia Rafi, Mapai i Achdut ha-Awoda, dzięki czemu powstała Izraelska Partia Pracy. Peres był zwolennikiem tego połączenia.
Okres rządów Goldy Meir skończył się w 1974, w wyniku ogłoszenia raportu Komisji Agranata po wojnie Jom Kipur.

### Minister obrony
W nowym rządzie Icchaka Rabina, Peres otrzymał w 1974 tekę ministra obrony. Głównymi problemami bezpieczeństwa, przed którymi stanął Peres był proces pokojowy w konflikcie izraelsko-egipskim, rehabilitacja Sił Obronnych Izraela po wojnie Jom Kipur oraz próby osiągnięcia dyplomatycznego przełomu w rozmowach z Jordanią.
1 września 1975 doszło do zawarcia izraelsko-egipskiego porozumienia w sprawie półwyspu Synaj. Na jego mocy Izrael przeprowadził częściowe wycofanie swoich wojsk na odległość 70 km na wschód od Kanału Sueskiego. Umożliwiło to odbudowanie infrastruktury i wznowienie żeglugi na Kanale, a tym samym przyniosło wpływy do pogrążonego w głębokim kryzysie budżetu Egiptu. Równie duże znaczenie dla egipskiej gospodarki miało wycofanie się izraelskich wojsk z roponośnych obszarów we wschodniej części Synaju, umożliwiając wznowienie dostaw własnej ropy naftowej do rafinerii w Egipcie. W zamian Egipt obiecał złagodzić bojkot ekonomiczny oraz umożliwić żeglugę po Kanale Sueskim statkom handlowym wiozącym towary do lub z Izraela. Równocześnie Stany Zjednoczone przyznały Izraelowi pomoc w wysokości 2–3 mld USD rocznie. Była to rekompensata za straty poniesione przez Izrael w wyniku oddania Egiptowi obszarów roponośnych na Synaju.
Punktem zwrotnym okazała się operacja Entebbe w lipcu 1976. Po uprowadzeniu francuskiego samolotu z izraelskimi pasażerami na pokładzie do Entebbe w Ugandzie, Icchak Rabin usiłował rozpocząć negocjacje i tą drogą poszukiwać sposobu uwolnienia zakładników. Peres zażądał natychmiastowego użycia komandosów Sajjeret Matkal i przeprowadzenia operacji wojskowej. Sukces operacji przyniósł falę popularności Rabinowi, jednak między oboma mężczyznami zaczęło rosnąć napięcie nieporozumień.

### Przełom roku 1977
Koniec roku 1976 przyniósł serię głośnych skandali z udziałem najwyższych urzędników państwowych z rządu Rabina – zakup myśliwców przewagi powietrznej F-15, profanacja szabatu i wystąpienie z koalicji rządowej Narodowej Partii Religijnej. Wobec silnych nacisków medialnych i publicznych, Rabin ogłosił 21 grudnia 1976 decyzję o podaniu się do dymisji, i rozpisaniu przedterminowych wyborów parlamentarnych na 17 maja 1977. Krótki termin dzielący dymisję od wyborów, powodował, że w rzeczywistości Rabin musiał nadal pełnić obowiązki tymczasowego szefa rządu. Jednak w marcu 1977 wybuchł skandal związany z żoną premiera – Lea Rabin posiadała nielegalne zagraniczne konto bankowe, z którym wiązało się wiele niejasnych przelewów. 7 kwietnia 1977 Rabin musiał ustąpić z funkcji przewodniczącego Izraelskiej Partii Pracy, a jego miejsce 10 kwietnia zajął Szimon Peres. Choć równocześnie Peres objął funkcję pełniącego obowiązki premiera – Rabin przebywał wówczas na urlopie i rzeczywista odpowiedzialność ciążyła nadal na nim.
Peres stanął na czele Partii Pracy na miesiąc przed wyborami parlamentarnymi w 1977. Nazwa partii wiązała się wyborcom ze skandalami, korupcją i rozpadem rządu. Wybory zakończyły się zwycięstwem prawicowego Likudu, a Peres został przywódcą opozycji.

### Działalność w opozycji
Pomimo faktu, że był szefem opozycji, Peres nie zawahał się i poparł rząd w kwestiach Porozumienia Camp David w 1978, i podpisania traktatu pokojowego izraelsko-egipskiego w 1979.
W 1979 Icchak Rabin opublikował swoje wspomnienia, które zawierały wiele zarzutów pod adresem Peresa. Ostry spór pomiędzy nimi trwał do wewnętrznych wyborów w Partii Pracy w 1980, które zdecydowanie wygrał Peres. Po tych wyborach Rabin uświadomił sobie, że nie może iść na konfrontację z Peresem, a jedynym rozwiązaniem jest współpraca.
W grudniu 1980 premier Menachem Begin podjął decyzję o przeprowadzeniu tajnej operacji Opera (bombardowanie irackiego reaktora jądrowego w Osirak). Peres w tym czasie nie wyraził żadnych zastrzeżeń do planu ataku, ale w maju 1981 nastąpił przeciek tajnych informacji. Profesor chemii Jacob Uzi Even ujawnił, że atak na Osirak nastąpi w niedalekiej przyszłości. Peres napisał wówczas poufny list do Begina, aby anulowano operację i szukano rozwiązania problemu poprzez wywarcie nacisku na Francję, która dostarczyła do Iraku reaktor i nadzorowała jego uruchomienie. Rząd zrealizował jednak plan i 7 czerwca 1981 zbombardowano reaktor w Osirak. Peres pozostał jednak na stanowisku, że bombardowanie przyniosło więcej szkód niż pożytku, przyczyniając się do utajnienia wszystkich irackich prac nad bronią masowego rażenia.
Podczas drugiej kadencji Menachema Begina rozpoczęła się wojna libańska (lata 1982–1985), a wraz z nią problem masakry w Sabrze i Szatili. Peres, jako lider opozycji stanął w trudnej sytuacji. Z jednej strony „odpowiedzialność narodowa” zmuszała go do lojalności wobec państwa i rządu, z drugiej strony jako opozycja nie ukrywał, że nie pochwala decyzji, które doprowadziły do wybuchu wojny. Sytuacja polityczna tamtego czasu była bardzo skomplikowana i zawiła.

### Premier po raz pierwszy

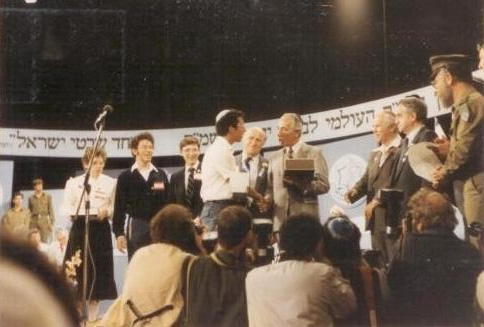
Szimon Peres wręcza nagrody młodzieży, 25 kwietnia 1985

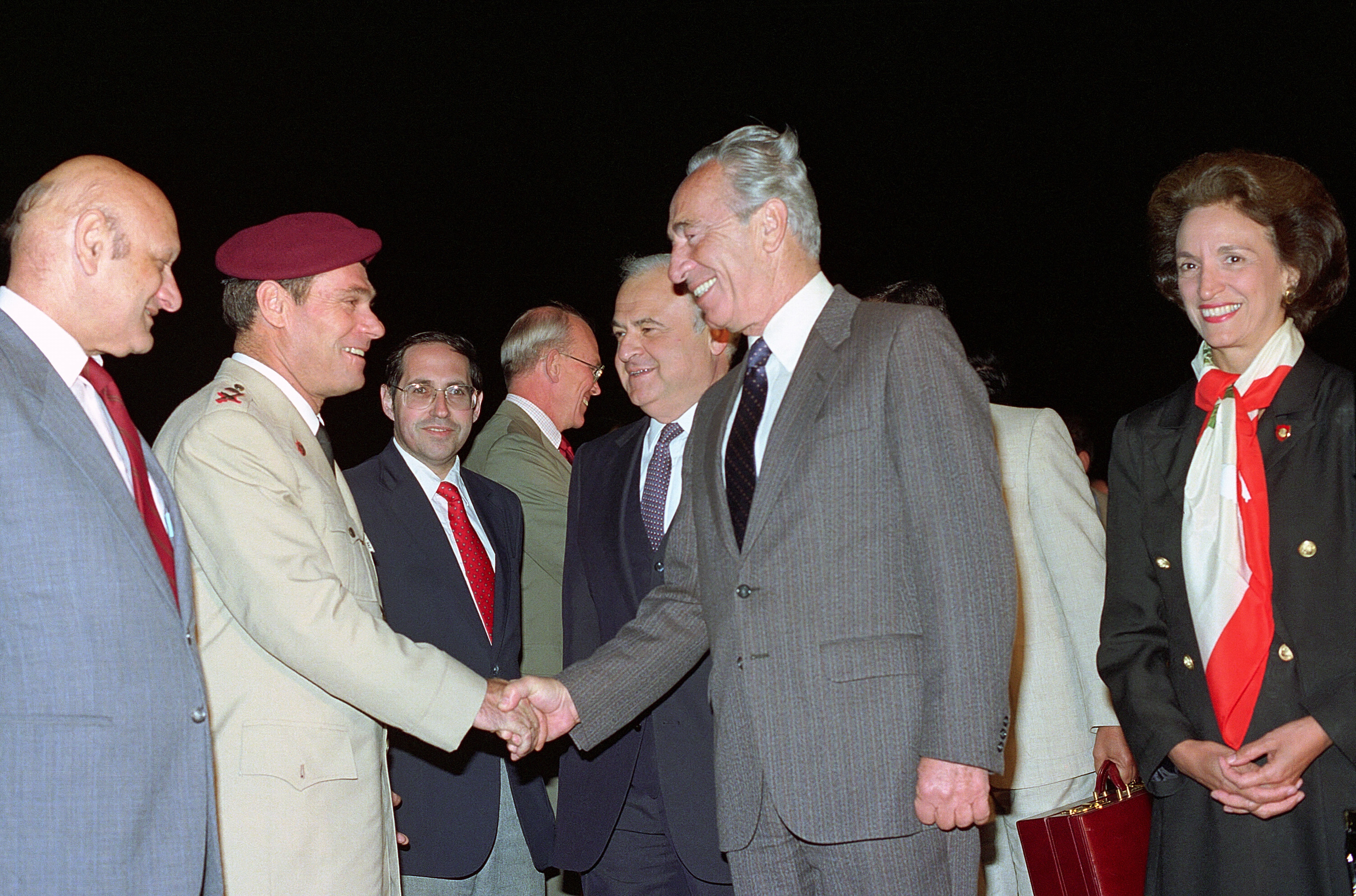
Szimon Peres, gen. Amos Yaron i naczelny prokurator Elyakim Rubinstein, 1986

W wyborach parlamentarnych w 1984 dwie partie – Partia Pracy i Likud – otrzymały zbliżoną ilość głosów. Zawiązały one koalicję rządową, a pozycja premiera była przedmiotem rotacji pomiędzy liderami obu ugrupowań. 13 września 1984 Szimon Peres po raz pierwszy został premierem. Równocześnie pełnił obowiązki ministra spraw wewnętrznych (1984) i ministra spraw religii (1984).
W styczniu 1985 Peres z ministrem obrony Icchakiem Rabinem podjęli decyzję o rozpoczęciu wycofywania Sił Obronnych Izraela z Libanu. Na granicy izraelsko-libańskiej utworzono „strefę bezpieczeństwa”, którą chroniła izraelska armia i Armia Południowego Libanu. W połowie roku zakończono przegrupowywanie wojsk. Opinia publiczna przywitała tę decyzję z wielkim zadowoleniem, ponieważ panowało ogólne wrażenie, że rozwiąże to libański problem i zakończy zbędny rozlew krwi w Libanie. 5 stycznia 1985 zakończono operację Mojżesz, podczas której ewakuowano czarnych Żydów (znanych jako Beta Israel lub Felaszowie) z Etiopii.
W lipcu 1985 Peres rozpoczął z ministrem finansów Icchakiem Modai i szefem Banku Izraela Michaelem Bruno, wdrażanie programu stabilizacji gospodarczej, który miał powstrzymać dramatyczny wzrost inflacji i obniżyć ją do 20% rocznie. Program ten zakończył się sukcesem.
W lipcu 1986 Peres złożył niespodziewaną wizytę dyplomatyczną w Maroku. Kontynuował również kontakty dyplomatyczne z Jordanią, prowadząc tajne rozmowy przy pośrednictwie Stanów Zjednoczonych. Prowadzone były również tajne rozmowy z Organizacją Wyzwolenia Palestyny w sprawie zaprzestania ataków terrorystycznych i uznania przez Palestyńczyków państwa Izrael. Jasir Arafat odmówił jednak wydania takiego oświadczenia, a w lutym 1986 ogłosił zakończenie negocjacji i porażkę procesu pokojowego. Rząd Izraela podjął liczne działania, aby ułatwić postęp procesu pokojowego. Między innymi, w maju 1985 wypuszczono 1100 palestyńskich więźniów w zamian za uwolnienie 3 porwanych izraelskich żołnierzy. Jednak gdy we wrześniu 1985 palestyńscy terroryści brutalnie zamordowali 3 Izraelczyków na Cyprze, Siły Powietrzne Izraela przeprowadziły 1 października operację Drewniana Noga bombardując siedzibę OWP w Tunisie.
20 października 1986 w wyniku rotacji urzędu, nowym premierem został przewodniczący partii Likud, Icchak Szamir. Natomiast Peres został wicepremierem oraz ministrem spraw zagranicznych (1986-1988). W okresie tym Peres starał się wspierać „opcję Jordanii” – pomysł rozwiązania konfliktu z Palestyńczykami poprzez dialog pokojowy z Jordanią. W kwietniu 1987 potajemnie spotkał się w Londynie z królem Husajnem I. Zawarto „porozumienie londyńskie” w sprawie zwołania międzynarodowej konferencji pokojowej, podczas której interesy strony palestyńskiej reprezentować będzie delegacja jordańska. Inicjatywa ta nie powiodła się, ponieważ prawicowy rząd Icchaka Szamira nie zaakceptował jej i odłożył na bok.
9 grudnia 1987 wybuchło palestyńskie powstanie Intifada. Atmosfera w rządzie była trudna, a minister obrony Icchak Rabin musiał podjąć trudne decyzje o użyciu zdecydowanej siły przeciwko Palestyńczykom.

### Minister finansów
Po wyborach parlamentarnych w 1988 prawicowy Likud zawarł koalicję rządową z partiami religijnymi, jednak Icchak Szamir dążył do stworzenia rządu jedności narodowej oferując niektóre stanowiska w rządzie dla Partii Pracy. Peres został wicepremierem i ministrem finansów (1988–1990), a Icchak Rabin ministrem obrony.
Na początku 1990 Sekretarz stanu Stanów Zjednoczonych James Baker zaproponował wznowienie negocjacji izraelsko-palestyńskich, przy czym delegacja palestyńska miałaby składać się z przedstawicieli Zachodniego Brzegu, Strefy Gazy i Wschodniej Jerozolimy. Peres poparł tę propozycję, jednak premier Szamir ją odrzucił. Peres obmyślił wówczas plan obalenia rządu przy wsparciu religijnej partii Szas. 15 marca odbyło się głosowanie wotum nieufności w XII Knesecie. Przedstawiciele Partii Pracy poparli wniosek, a posłowie Szasu nie przyszli na głosowanie. W ten sposób rząd Szamira upadł. Prezydent Chaim Herzog powierzył jednak misję sformowania nowego rządu ponownie Icchakowi Szamirowi, i Peres musiał przejść do opozycji.

### Rząd Rabina

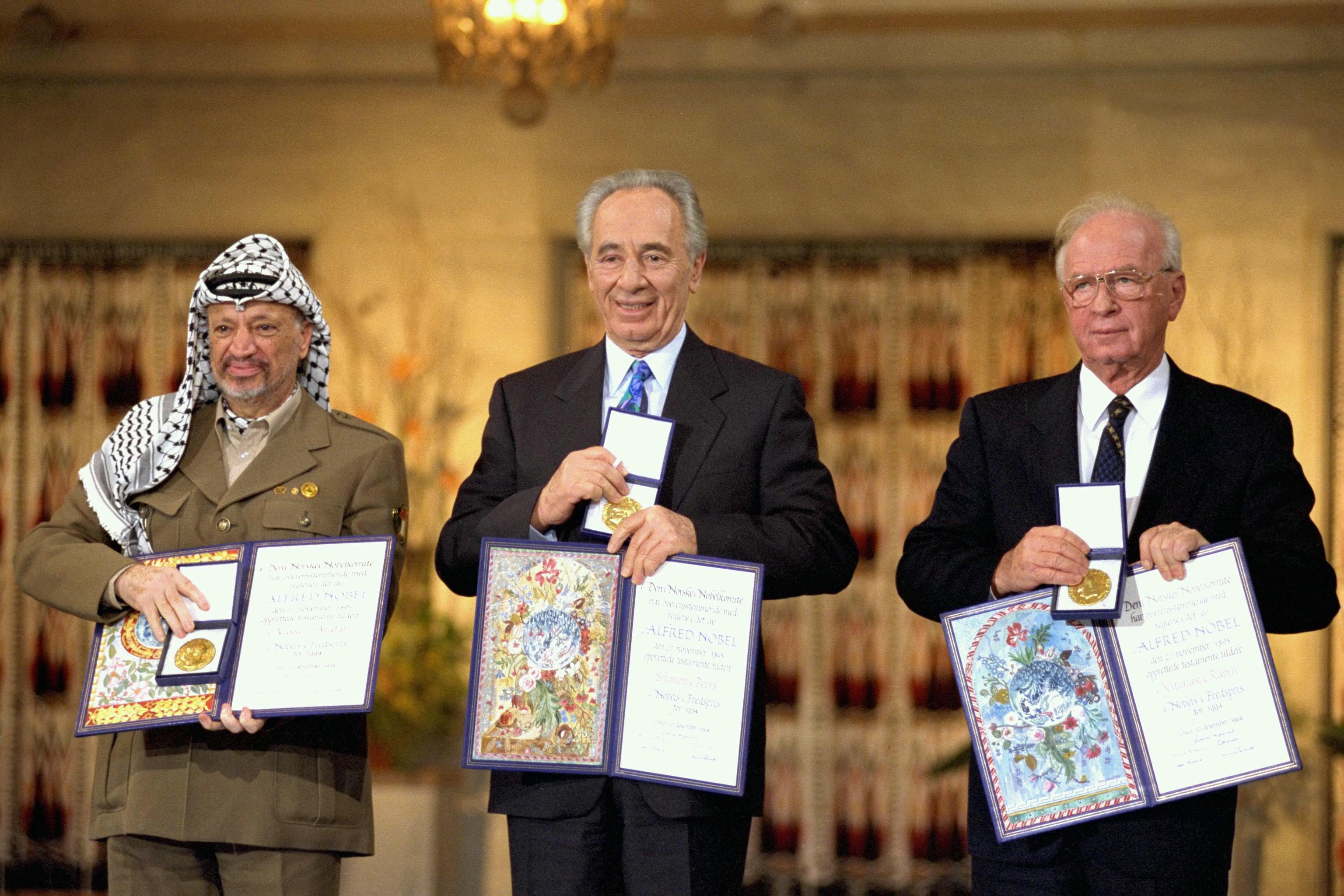
Z pozostałymi laureatami pokojowej nagrody Nobla w 1994 Jasirem Arafatem i Icchakiem Rabinem w Oslo

W 1992 wewnętrzne wybory w Partii Pracy wygrał Icchak Rabin. Z tego powodu, w wyniku wyborów parlamentarnych w 1992 misję sformowania nowego rządu otrzymał lider zwycięskiej partii, Icchak Rabin. Peres został ministrem spraw zagranicznych (1992–1995).
Priorytetem rządu Rabina było wznowienie procesu pokojowego na Bliskim Wschodzie. W latach 1992 i 1993 przeprowadzono tajne rozmowy z Syrią oferując oddanie Wzgórz Golan w zamian z porozumienie pokojowe, ale w połowie 1993 zakończyły się one impasem. Równocześnie prowadzono tajne rozmowy z Palestyńczykami, których rangę stopniowo podnoszono w miarę ustalania kolejnych kwestii. 20 sierpnia 1993 Szimon Peres i Mahmud Abbas w tajemnicy podpisali tekst Porozumienia z Oslo. Zawarte porozumienie tworzyło Autonomię Palestyńską w Strefie Gazy i mieście Jerycho. W zamian OWP wyrzekała się przemocy oraz uznawała prawa państwa Izrael do istnienia w pokoju i bezpieczeństwie. Publiczne podpisanie tekstu porozumienia odbyło się 13 września 1993 przez Icchaka Rabina i Jasira Arafata w uroczystej ceremonii na trawniku przed Białym Domem w Waszyngtonie, w obecności prezydenta Billa Clintona. W Izraelu podpisanie umowy przyjęto bardzo nieufnie, a część opinii publicznej oskarżyła Rabina i Peresa o zdradę. 10 grudnia 1994 Icchak Rabin, Jasir Arafat i Szimon Peres zostali laureatami Pokojowej Nagrody Nobla.
Peres równolegle pracował nad zawarciem porozumienia pokojowego z Jordanią. W dniach 2–3 listopada 1993 potajemnie spotkał się w Ammanie z królem Husajnem i podpisał wstępne porozumienie. Jednak po powrocie do Izraela doszło do przecieku informacji i Husajn zerwał dalsze negocjacje.

### Premier po raz drugi
Po zabójstwie premiera Rabina, 5 listopada 1995 Peres został nominowany na premiera rządu. Równocześnie pełnił obowiązki ministra obrony (1995–1996).
Peres kontynuując wypełnianie zobowiązań Porozumienia z Oslo, w listopadzie i grudniu 1995 przekazał Autonomii Palestyńskiej arabskie miasta w Samarii i Judei. Następnie podjął próbę wznowienia rozmów z Syrią, ale gdy okazało się, że jest to niemożliwe, podjął decyzję o ogłoszeniu przedterminowych wyborów. W obliczu kolejnych zamachów terrorystycznych, konferencja pokojowa w Szarm el-Szejk z 13 marca 1996 z udziałem Jasira Arafata, Billa Clintona, Borysa Jelcyna i Jacques’a Chiraca, była spostrzegana jako obliczona na poprawę public relations, a nie rzeczywisty dialog i walkę z terroryzmem
Gdy na początku kwietnia libańska organizacja terrorystyczna Hezbollah ostrzelała północ Izraela rakietami Katiusza, Peres początkowo reagował z bardzo dużą powściągliwością. Jednakże gdy straty materialne zaczęły rosnąć, Peres nakazał przeprowadzenie operacji odwetowej. W dniach 12–28 kwietnia 1996 Siły Obronne Izraela przeprowadziły odwetową operację „Grona Gniewu (II)” wymierzoną w bazy Hezbollahu w południowym Libanie. Prawicowa opozycja wykorzystała wszystkie te zdarzenia, i do kolejnych wyborów przystąpiła z hasłami „Nie ma pokoju, nie ma bezpieczeństwa, nie ma powodu do głosowania nad porozumieniami i dzieleniem Jerozolimy”. Peres zaczął przegrywać we wszystkich aspektach kampanii przedwyborczej. Swoje obowiązki pełnił do maja 1996.

### Późna działalność polityczna

Szimon Peres i Donald Rumsfeld, 22 października 2001

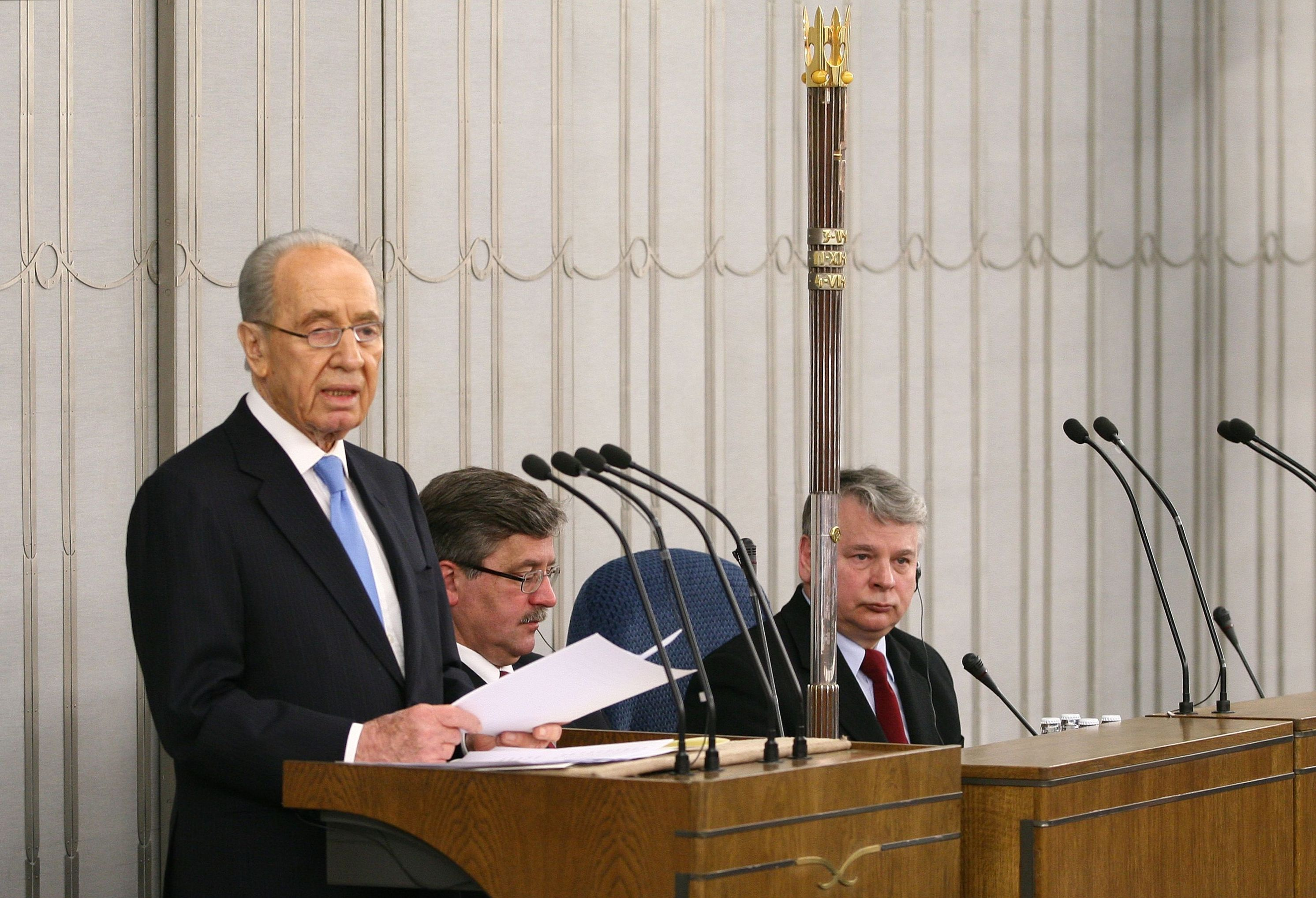
Szimon Peres podczas wystąpienia przed Zgromadzeniem Posłów i Senatorów w Sali Posiedzeń Senatu, 17 kwietnia 2008

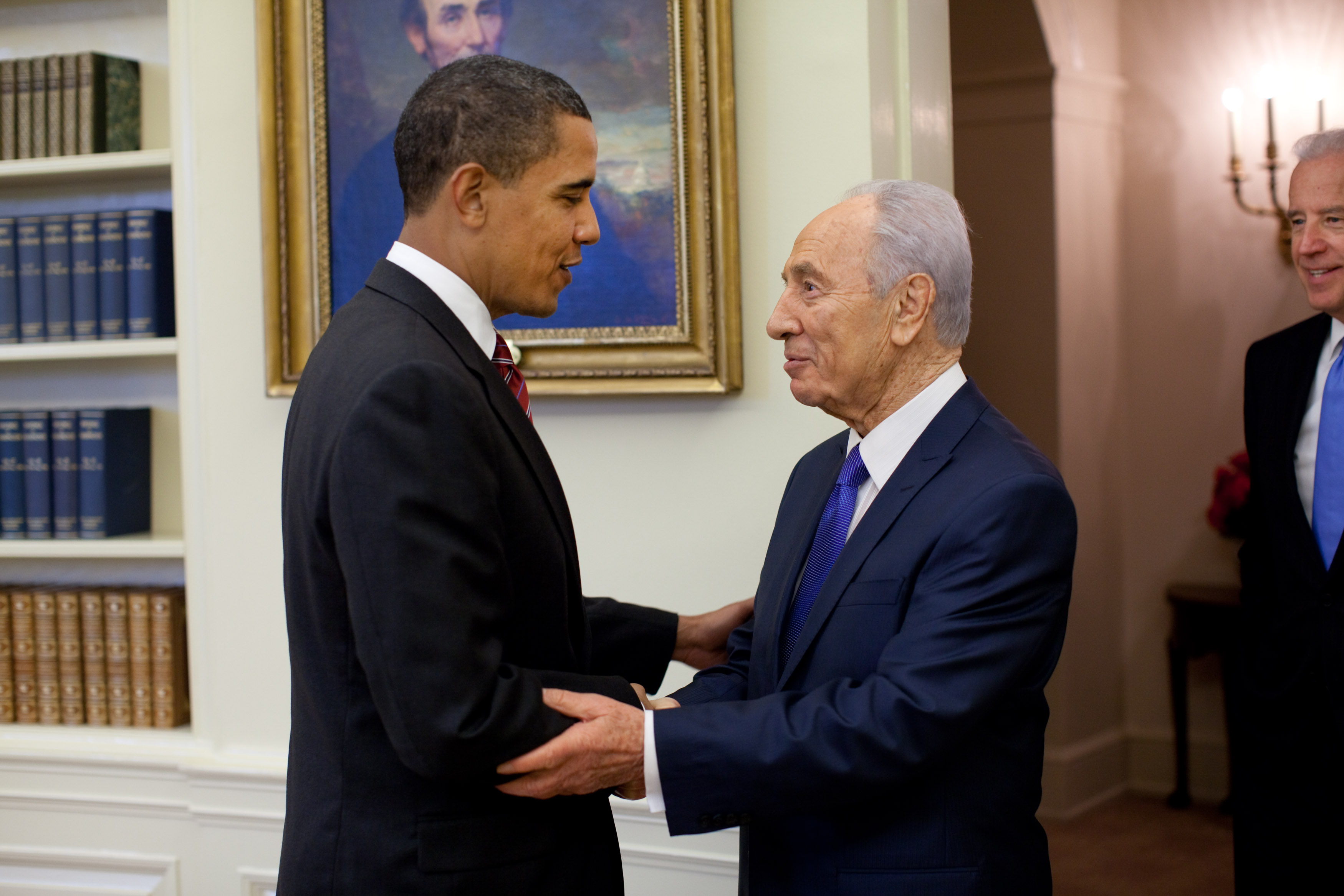
Szimon Peres i Barack Obama, 5 maja 2009

Po przegranych bezpośrednich wyborach premiera w 1996 Peres założył Centrum Peresa dla Pokoju, które promowało ideę współpracy i pokoju Izraela z jego sąsiadami. Była to wizja Peresa na „nowy Bliski Wschód”. Równocześnie ustąpił z przewodnictwa nad Partią Pracy, co było spostrzegane przez wielu jako deklaracja odejścia na polityczną emeryturę.
W rządzie Ehuda Baraka otrzymał mało ważne stanowisko doradcy ds. rozwoju regionalnego. Został także upokorzony przez XV Kneset, który w tajnym głosowaniu na stanowisko prezydenta państwa wybrał mało znanego członka Likud, Moszego Kacawa.
Peres powrócił do wielkiej polityki, kiedy to Ariel Szaron pokonał Baraka w bezpośrednich wyborach na premiera w 2001. Peres wszedł do rządu koalicyjnego, obejmując stanowisko ministra spraw zagranicznych (2001–2002). W tym czasie Peres był krytykowany za zbytnią uległość wobec Szarona. Miał on być także zbyt przywiązanym do swej pozycji rządowej i nie zwracać uwagi na to, iż rząd Szarona nie dąży do pokoju z Palestyńczykami, a wręcz przeciwnie – zmierza do konfrontacji. 2 listopada 2002 Partia Pracy, a więc także Peres, opuściła rząd Szarona.
Po klęsce w wyborach parlamentarnych w 2003 Amram Micna zrezygnował z przywództwa nad Partią Pracy, a Peres został wybrany tymczasowym przewodniczącym partii do czasu przeprowadzenia wewnętrznych wyborów. W 2004 Peres poparł rząd Ariela Szarona, aby w ten sposób umożliwić realizację rządowego planu wycofania żydowskich osadników ze Strefy Gazy. Zimą 2004/2005 w Partii Pracy miały odbyć się wewnętrzne wybory przewodniczącego. Jako tymczasowy lider, Peres starał się opóźnić wybory ile się tylko dało, chcąc ustrzec się rozpadu rządu przed zrealizowaniem planu Szarona. Dodatkowo wybory opóźniły się na skutek odkrycia nieprawidłowości w rejestrowaniu się uprawnionych do głosowania członków partii. Peres długo prowadził w przedwyborczych sondażach, na drugim miejscu znajdował się były przewodniczący centrali związkowej Histadrut Amir Perec, a także Mattan Wilnaj i Binjamin Ben Eli’ezer. Wybory odbyły się 9 listopada 2005. Zwyciężył w nich Amir Perec, uzyskując 42,4% głosów, podczas gdy Peres – 40%. W dniu 30 listopada 2005 Peres oficjalnie zapowiedział odejście z Partii Pracy i wyraził swoje poparcie dla partii Kadima, na czele której stał Ariel Szaron. Po wylewie, jaki przytrafił się izraelskiemu premierowi, który spowodował u niego śpiączkę, dywagowano na temat ewentualnego objęcia przez Peresa przywództwa w utworzonej przez Szarona partii, Kadima. Sondaże wskazywały, iż pod przywództwem Peresa nowe ugrupowanie zdobędzie 42 mandaty w Knesecie, a z Ehudem Olmertem jako szefem – tylko 40. Większość działaczy Kadimy opowiedziało się jednak za Ehudem Olmertem.
17 stycznia 2006 Peres zrezygnował z członkostwa w Knesecie, zastąpił go Weizman Shiry. Uczynił to z myślą o wystartowaniu w marcowych wyborach z listy partii Kadima. Na liście wyborczej tego ugrupowania znalazł się na miejscu 2., choć uprzednio zastrzeżono, iż najważniejsze stanowisko rządowe po premierze w przyszłym gabinecie zostanie objęte przez Cippi Liwni (nr 3. na liście). 4 maja 2006 Peres został mianowany ministrem ds. rozwoju Negewu, Galilei i ekonomii regionalnej w rządzie Ehuda Olmerta.
Na początku 2007 roku został nominowany przez swą partię, Kadimę, na kandydata na stanowisko prezydenta Izraela.

### Prezydent Izraela
13 czerwca 2007 Szimon Peres został wybrany przez Kneset na 9. prezydenta państwa Izrael. W drugiej turze głosowania poparło go 83 deputowanych (na 120 zasiadających w izraelskim parlamencie). Dwaj pozostali kandydaci, Re’uwen Riwlin z Likudu i Colette Awital z Partii Pracy zrezygnowali z ubiegania się o stanowisko głowy państwa po pierwszej turze głosowania. Jego zaprzysiężenie na urzędzie prezydenta nastąpiło 15 lipca 2007. Funkcję prezydenta pełnił do 24 lipca 2014.
W Knesecie mandat poselski objął po nim Jicchak Ben Jisra’el.

### Śmierć i pogrzeb
Zmarł 28 września 2016 w wyniku udaru mózgu. Został 30 września 2016 pochowany na narodowym cmentarzu na Wzgórzu Herzla obok Icchaka Rabina i innych izraelskich przywódców w Jerozolimie.

## Życie prywatne
W 1945 ożenił się z Sonią Gelman, córką nauczyciela stolarstwa w szkole Ben Szemen. Sonia Peres przez całe życie pozostawała poza uwagą opinii publicznej. Mieli trójkę dzieci – córkę Zewię Waldan (lingwistkę, wykładowczynię w College Bet Berl) i dwóch synów: Joniego (ur. 1952, dyrektora centrum weterynaryjnego kampusu szkoły rolniczej Kfar Hayarok niedaleko Tel Awiwu) i Hemiego (szefa Pitango Venture Capital, jednego z największych izraelskich funduszy kapitałowych). Peres miał ośmioro wnucząt i dwoje prawnucząt.
Był kuzynem aktorki Lauren Bacall.
W filmie Atak na Entebbe w reżyserii Irvina Kershnera w rolę Peresa wcielił się Tige Andrews.

## Odznaczenia
- Medal Wolności
- Złoty Medal Kongresu
- Legia Honorowa
- Order św. Michała i św. Jerzego (2008)[36]
- Honorowe obywatelstwo Genui (1998)[37]
- Honorowe obywatelstwo Wilna[38]